# Passage Jean-Beausire
Passage Jean-Beausire je ulice v Paříži v historické čtvrti Marais. Nachází se ve 4. obvodu. Její název odkazuje stejně jako přilehlá Rue Jean-Beausire na jméno francouzského architekta Jeana Beausira (1651–1743).

## Poloha
Ulice vede od křižovatky s Rue Jean-Beausire a končí na křižovatce s Rue des Tournelles.